# Martin Powell (baseball)
Pour l’article homonyme, voir Martin Powell.
Martin J. Powell (né le 25 mars 1856, mort le 5 février 1888) était un joueur de baseball professionnel américain de 1878 à 1884. Il a joué quatre saisons de Major League Baseball comme premier baseman pour les Detroit Wolverines de 1881 à 1883 et les Cincinnati Outlaw Reds en 1884.
Dans sa saison des novices dans les  ligues majeures, Powell a compilé une moyenne au bâton  de 0,338 qui était deuxième dans la Ligue nationale derrière seulement Cap Anson. En 279 matchs sur cinq saisons aux ligues majeures, il a compilé une moyenne de battage 0,283 avec 213 courses annotées, 43 doubles, 11 triples, trois homeruns, et 115 proints produits. Powell a pris sa retraite après la saison 1884 en raison d'une santé détériorée. Il est décédé de consommation (terme archaïque pour la tuberculose) en 1888 à l'âge de 31 ans.

## Premières années
Powell est né à Fitchburg, Massachusetts, en 1856. Il a commencé à jouer au baseball comme un enfant, et a joué au baseball amateur avec le Grattan Club. Dans sa carrière amateur, il a joué comme  receveur et joueur de premier but.

## Carrière professionnelle de baseball

### Ligues mineures
En 1878, Powell a commencé sa carrière professionnelle de baseball comme joueur de premier but et «receveur de changement» pour l'équipe de Lowell, Massachusetts à l'Association internationale,. Il a compilé une moyenne au bâton  de 0,309 et un pourcentage de fielding de 0,858.
L'année suivante, il a joué la première base pour l'équipe de Holyoke, Massachusetts de l'Association nationale et a compilé une moyenne au bâton de 0,368. Sa moyenne de battage a été le deuxième plus élevé de l'Association nationale. Holyoke a terminé la deuxième année parmi les huit équipes en compétition pour la coupe internationale.
En 1880, Powell a joué la première base pour les Washington Nationals  de l'Association nationale. Les ressortissants finissent d'abord dans leur ligue, et Powell a eu une moyenne de battage de 0,292 avec et 74 bases totales en 48 matches,. L'Association nationale a été dissoute après la saison 1880, et Powell a commencé la saison 1881 avec le club de baseball de Washington qui cette année-là a rejoint l'Eastern Championship Association.

### Ligues majeures
Mi-juin 1881, Powell fut recruté par Frank Bancroft pour rejoindre les Detroit Wolverines de la Ligue nationale. Il a remplacé le premier baseman Lew Brown qui avait été libéré par l'équipe en raison de sa consommation d'alcool et des raisons disciplinaires. En rejoignant les Wolverines, Powell a été décrit comme étant de six pieds de haut, "il était plutôt maigre, bien que pesant 175 livres, (avec) les cheveux et les yeux bruns et l'apparence d'un gentleman .". Dans sa saison initiales à Detroit, Powell a compilé une moyenne de battage de 0,338 et un pourcentage de 0,380 sur la base, les deux l'ont mené en tête de l'équipe de Detroit et il sera classé deuxième dans la Ligue nationale derrière Cap Anson. Il est resté avec le club de Detroit pendant trois saisons complètes, battant 0,240 en 1882 et 0,273 en 1883. Il était au premier rang de la Ligue nationale en 1883 dans les doubles (62) et des erreurs à la première base (54).
En 1884, Powell a sauté à l'Union Association nouvellement formé, jouant pour les Cincinnati Outlaw Reds. Il a compilé une moyenne de battage de 0,319 dans 43 jeux pour les Outlaw Reds.
Dans 279 matchs sur cinq saisons aux ligues majerues, Powell a compilé une moyenne de battage de  0,283 avec 213 courses annotées, 43 doubles, 11 triples, trois homeruns, et 115 points produits.

## Dernières années
Après la saison de 1884, Powell se retira du baseball en raison de la santé détériorée et entra en affaires avec son frère. Il est décédé de consommation (un terme obsolète qui se réfère généralement à la tuberculose) chez lui à Fitchburg, Massachusetts, en février 1888. Il avait 31 ans au moment de sa mort. Après son décès, un écrivain de la Sporting Life a déclaré : « Martin Powell était un homme modèle, un ami amical, un catholique dévoué, aimé et respecté par tous ». Il a été enterré au cimetière de St. Bernard.